# Дубровіно (Татарський район)
Дубровіно (рос. Дубровино) — присілок у Татарському районі Новосибірської області Російської Федерації.
Входить до складу муніципального утворення Новомихайловська сільрада. Населення становить 54 особи (2010).

## Історія
Згідно із законом від 2 червня 2004 року органом місцевого самоврядування є Новомихайловська сільрада.

## Населення
| 2002 | 2007 | 2010 |
| ---- | ---- | ---- |
| 91   | ↘87  | ↘54  |